# Audiojuego

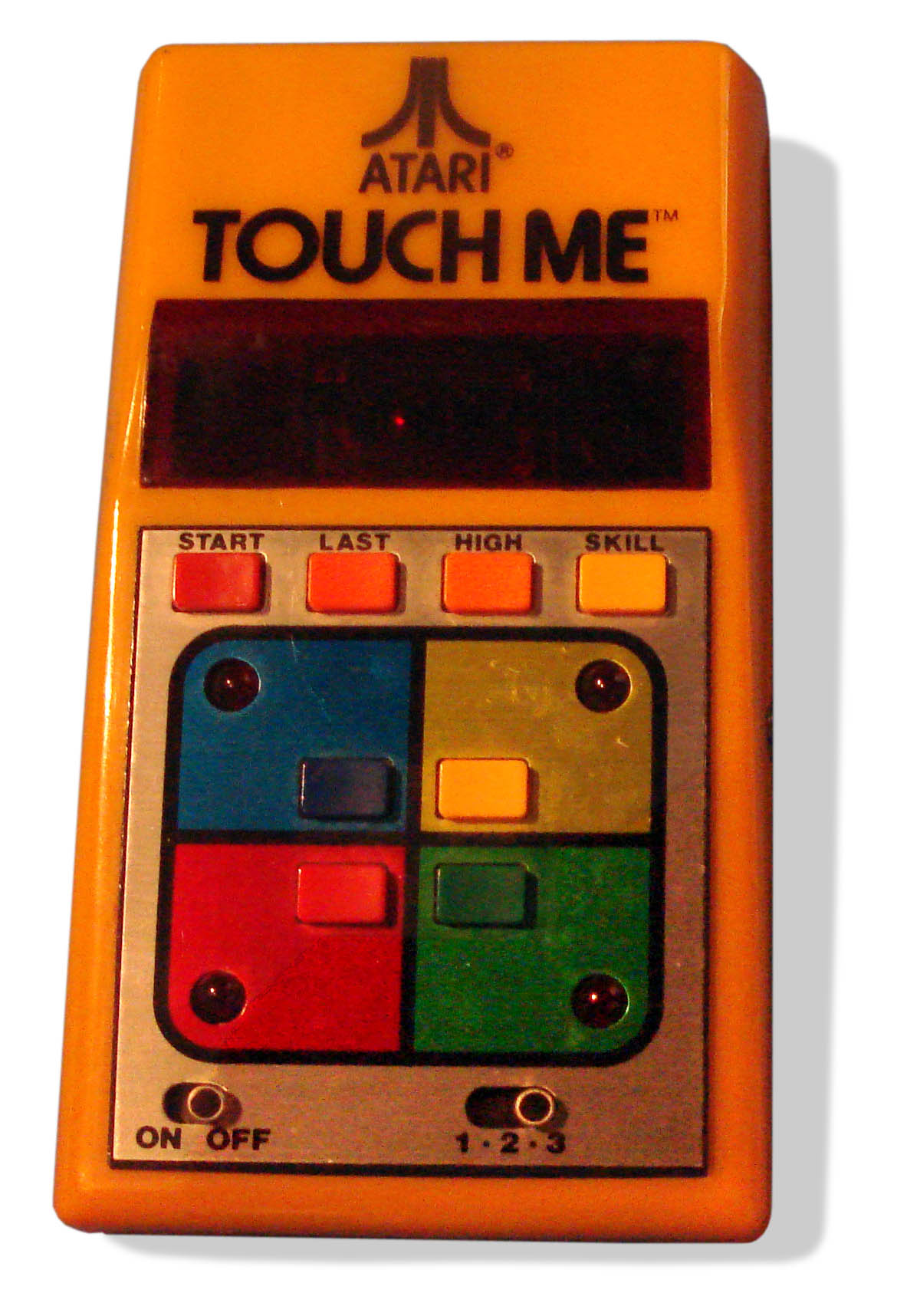
Juego electrónico Touch Me Atari (1978).

Un audiojuego es un juego electrónico que se juega en un aparato tal como una computadora personal. Es similar a un videojuego excepto que el único sistema de realimentación es auditivo en vez de visual.
Los audiojuegos originalmente comenzaron como juegos 'accesibles a los ciegos'- y fueron desarrollados  principalmente por programadores amateurs y ciegos. Pero el interés por los audiojuegos va en aumento, por parte de artistas del sonido, investigadores de accesibilidad a los juegos, desarrolladores de juegos móviles y  jugadores de video. La mayoría de los audiojuegos corren sobre computadoras personales, aunque existen unos pocos audiojuegos para dispositivos portátiles y consolas de videojuegos. Los audiojuegos comprenden la misma variedad de géneros que los videojuegos, tales como juegos de aventura, juegos de carreras, etc.

## Historia

### Arcade
Con la aparición del primer videojuego, Cathode-Ray Tube Amusement Device (1947), los juegos electrónicos se forjan desde sus orígenes armados de gráficos, pese a la baja calidad de los mismos y al excesivo uso de energía por parte de las pequeñas pantallas que los proyectaban. Esto dio pie a que el término “juego electrónico” y “video juego” comenzaran a ser expresiones sinónimas entre sí por ser los gráficos la estructura primordial que hacía del juego lo que era, siendo la visión el canal esencial de recepción por parte del jugador.
No fue hasta el año 1974 de la mano de Atari, cuando Touch Me hizo su aparición, el cual consistía en una máquina arcade que presentaba una secuencia de luces y sonidos que el jugador debía replicar usando los botones de la máquina. Si bien el juego disponía de gráficos, los sonidos insertos permitían jugarlo sin que el usuario necesitase las imágenes para conseguir el objetivo final, razón por la que personas ciegas pudieron ser jugadores activos al alero de esta creación.
En 1978 basados en Touch Me, Milton Bradley Company lanzó en el Studio 54 ubicado en Nueva york, Simon, un juego electrónico que rápidamente alcanzó una alta cuota de mercado, transformándose en todo un ícono de los años 80, dando origen a gran cantidad de clones y variaciones del juego como Merlin. En 1996 Milton Bradley junto a otros productores lanzaron Bop It, el cual presentó un concepto similar a sus antecesores, consistente en la memorización de secuencias crecientes por parte del jugador. A este título le siguieron otros como Bop It Extreme (1998), Bop It Extreme 2 (2002-2003), Zing It y Loopz (2010).